# HD222828
HD222828 — хімічно пекулярна зоря спектрального класу F2, що має видиму зоряну величину в смузі V приблизно  8,2.
Вона  розташована на відстані близько 896,0 світлових років від Сонця.